# ابن مرشد
أبو القاسم محمد بن عبد لله بن مرشد، من أهل قرطبة. ولد سنة 356 هجرية وتوفي للنصف من ذي الحجة سنة 448 ه، وهو وإن لم يكن مشتهرًا بالهندسة، فقد قال عنه ابن الأبار في تكملة الصلة «كان كاتبًا كامل الصناعة، يجمع إلى ذلك الشروع في علوم كثيرة من الحساب والتنجيم والهندسة»